# Фильмография Джеки Чана

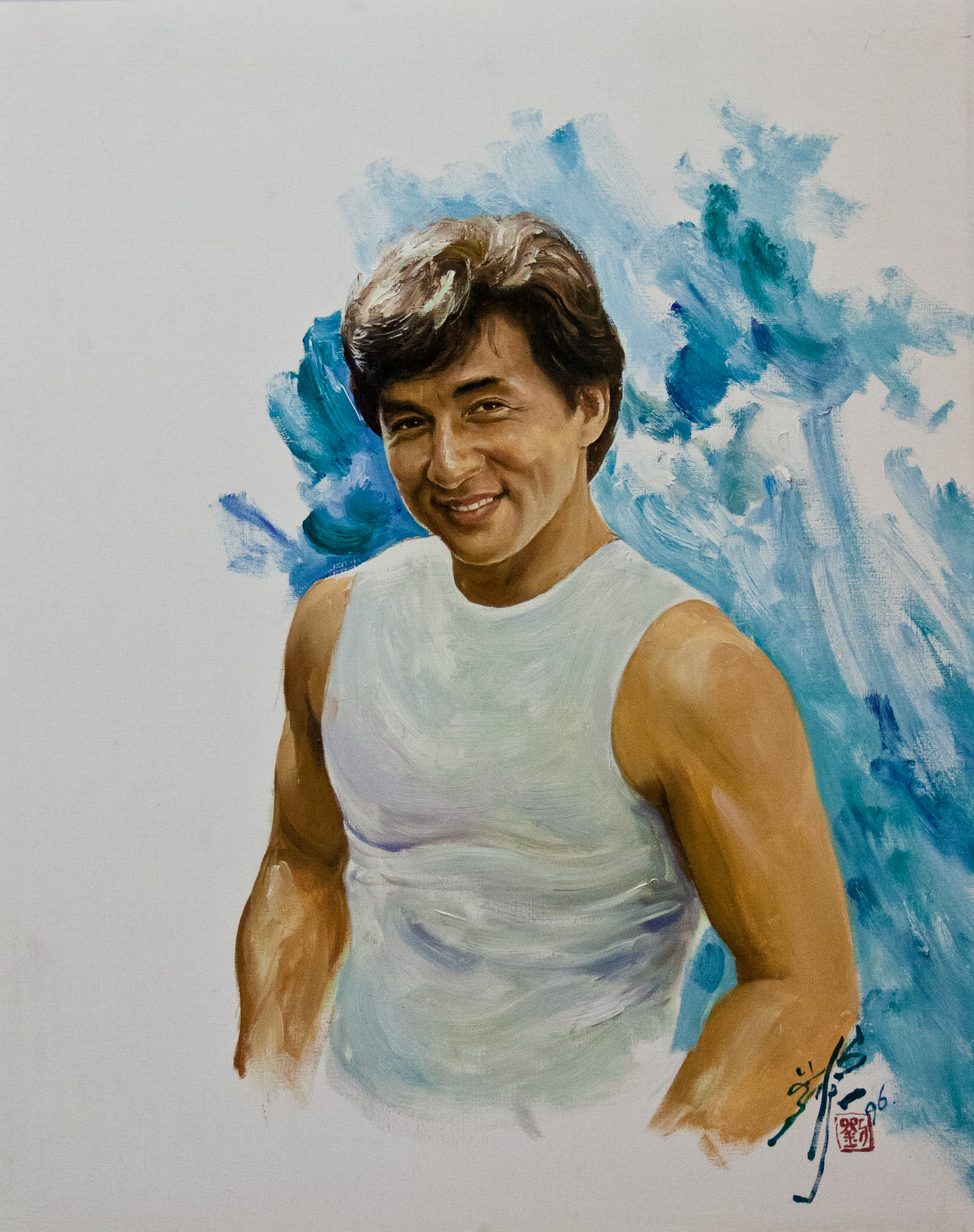

## Фильмография Джеки Чана

### Актёр
| Год  |    | Русское название                        | Оригинальное название                       | Роль                                                                                     |
| ---- | -- | --------------------------------------- | ------------------------------------------- | ---------------------------------------------------------------------------------------- |
| 1962 | ф  | Большой и маленький Вонг Тин Бар        | 大小黄天霸                                  | шестой тиран Чён                                                                         |
| 1963 | ф  | Лян Шаньбо и Чжу Интай                  | 梁山伯與祝英台                              | массовка                                                                                 |
| 1964 | ф  | История Цинь Сянлянь                    | 秦香蓮                                      | брат Дун                                                                                 |
| 1966 | ф  | Выпей со мной                           | 大醉俠                                      | ребёнок                                                                                  |
| 1966 | ф  | Семь маленьких тигров                   | 兩湖十八鏢(上集)                            | один из «Семи маленьких тигров»                                                          |
| 1966 | ф  | Семь маленьких тигров 2                 | 兩湖十八鏢(下集)                            | один из «Семи маленьких тигров»                                                          |
| 1970 | ф  | Девушка из стали                        | 荒江女俠                                    | нищий ребёнок                                                                            |
| 1971 | ф  | Беспощадный клинок                      | 刀不留人                                    | воин принца в лесу                                                                       |
| 1971 | ф  | Бурная река                             | 鬼怒川                                      | охранник                                                                                 |
| 1971 | ф  | Прикосновение дзена                     | 俠女                                        | ребёнок                                                                                  |
| 1972 | ф  | Кулак ярости                            | 精武門                                      | ученик японской школы боевых искусств (массовка) / мастер Судзуки (дублёр Рики Хасимото) |
| 1972 | ф  | Кровавые кулаки                         | 蕩寇灘                                      | полицейский                                                                              |
| 1972 | ф  | Кровавые пальцы                         | 唐人客                                      | бандит, ползающий по полу                                                                |
| 1972 | ф  | Хапкидо                                 | 合氣道                                      | ученик школы «Чёрный Медведь»                                                            |
| 1972 | ф  | Незнакомец в Гонконге                   | 香港過客                                    | грабитель                                                                                |
| 1972 | ф  | Чёрная таверна                          | 黑店                                        | слуга                                                                                    |
| 1973 | ф  | Засада                                  | 埋伏                                        | стрелок из лука                                                                          |
| 1973 | ф  | Кулак возмездия                         | 頂天立地                                    | Си Цзы                                                                                   |
| 1973 | ф  | Ладонь единорога                        | 麒麟掌                                      | бандит                                                                                   |
| 1973 | ф  | Геркулес востока                        | 碼頭風雲                                    | бандит                                                                                   |
| 1973 | ф  | Грани любви                             | 北地胭脂                                    | Сяо Лю                                                                                   |
| 1973 | ф  | Разборка в Гонконге                     | 女警察                                      | главарь банды                                                                            |
| 1973 | ф  | Героиня                                 | 鐵娃                                        | японский бандит                                                                          |
| 1973 | ф  | Разбуженная энергия                     | 石破天驚                                    | человек, бьющий женщину                                                                  |
| 1973 | ф  | Выход дракона                           | Enter the Dragon / 龍爭虎鬥                 | охранник в подземной базе Хана                                                           |
| 1973 | ф  | Маленький тигр из Квантунга             | 廣東小老虎                                  | Сяо Ху                                                                                   |
| 1973 | ф  | Кулак к кулаку                          | 除霸                                        | охранник                                                                                 |
| 1974 | ф  | Деревня тигров                          | 惡虎村                                      | бандит                                                                                   |
| 1974 | ф  | Золотой лотос                           | 金瓶雙艷                                    | Юнь, продавец груш                                                                       |
| 1975 | ф  | Все в семье                             | 花飛滿城春                                  | Сяо Тан / водитель рикши                                                                 |
| 1975 | ф  | Рука смерти                             | 少林門                                      | Тань Фэн                                                                                 |
| 1975 | ф  | Сюрпризам нет конца                     | 拍案驚奇                                    | секретарь Чэнь                                                                           |
| 1975 | ф  | Золотой Лев                             | 金毛獅王                                    | член банды Золотого Льва                                                                 |
| 1976 | ф  | Гималаец                                | 密宗聖手                                    | человек г-на Цзэна                                                                       |
| 1976 | ф  | Новый кулак ярости                      | 新精武門                                    | Лун                                                                                      |
| 1976 | ф  | Метеор-убийца                           | 風雨雙流星                                  | Хуа Убин                                                                                 |
| 1976 | ф  | Последнее испытание Шаолиня             | 少林木人巷                                  | Молчун                                                                                   |
| 1977 | ф  | Убить с интригой                        | 劍花煙雨江南                                | Сяо Лэй                                                                                  |
| 1978 | ф  | Искусство Шаолиня. Змея и журавль       | 蛇鶴八步                                    | Сюй Инфэн                                                                                |
| 1978 | ф  | Змея в тени орла                        | 蛇形刁手                                    | Кань Фук                                                                                 |
| 1978 | ф  | Великолепные телохранители              | 飛渡捲雲山                                  | Леопард Тин Чхун                                                                         |
| 1978 | ф  | Пьяный мастер                           | 醉拳                                        | Вон Фэйхун                                                                               |
| 1978 | ф  | Немного кунг-фу                         | 一招半式闖江湖                              | Кон Тхоу                                                                                 |
| 1978 | ф  | Духовное кунг-фу                        | 拳精                                        | Лун Ятлон                                                                                |
| 1978 | ф  | Двое в чёрном поясе                     | 黑帶恨                                      | играет себя                                                                              |
| 1979 | ф  | Бесстрашная гиена                       | 笑拳怪招                                    | Чань Хинлун                                                                              |
| 1979 | ф  | Кулак дракона                           | 龍拳                                        | Тхон Хоувань                                                                             |
| 1979 | ф  | Мастер со сломанными пальцами           | 刁手怪招                                    | Лун (кадры из фильмов «Маленький тигр из Квантунга» и «Пьяный мастер»)                   |
| 1980 | ф  | Молодой мастер                          | 師弟出馬                                    | Лун                                                                                      |
| 1980 | ф  | Большая драка                           | The Big Brawl / 殺手壕                      | Джерри Кван                                                                              |
| 1981 | ф  | Гонки «Пушечное ядро»                   | The Cannonball Run                          | Джеки Чан, водитель «Субару»                                                             |
| 1982 | ф  | Отряд с фантастической миссией          | 迷你特攻隊                                  | Сэмми                                                                                    |
| 1982 | ф  | Лорд дракон                             | 龍少爺                                      | Дракон Хоу                                                                               |
| 1983 | ф  | Бесстрашная гиена 2                     | 龍騰虎躍                                    | Лун                                                                                      |
| 1983 | ф  | Победители и грешники                   | 奇謀妙計五福星                              | полицейский №7086                                                                        |
| 1983 | ф  | Проект «А»                              | A計劃                                       | сержант Дракон Ма Юлун                                                                   |
| 1984 | ф  | Пом Пом                                 | 神勇雙響炮                                  | полицейский на мотоцикле                                                                 |
| 1984 | ф  | Гонки «Пушечное ядро» 2                 | Cannonball Run 2                            | Джеки Чан, механик «Mицубиси»                                                            |
| 1984 | ф  | Закусочная на колёсах                   | 快餐車                                      | Тхок Маси                                                                                |
| 1985 | ф  | Мои счастливые звёзды                   | 福星高照                                    | Масклз                                                                                   |
| 1985 | ф  | Покровитель                             | The Protector / 威龍猛探                    | полицейский Билли Вон                                                                    |
| 1985 | ф  | Мои счастливые звёзды 2                 | 夏日福星                                    | Масклз                                                                                   |
| 1985 | ф  | Сердце дракона                          | 龍的心                                      | офицер полиции А Тат                                                                     |
| 1985 | ф  | Полицейская история                     | 警察故事                                    | инспектор Чань Какхёй                                                                    |
| 1986 | ф  | Озорные парни                           | 扭計雜牌軍                                  | заключённый                                                                              |
| 1987 | ф  | Доспехи Бога                            | 龍兄虎弟                                    | Джеки Кондор «Азиатский ястреб»                                                          |
| 1987 | ф  | Проект «А» 2                            | A計劃續集                                   | Дракон Ма Юлун                                                                           |
| 1988 | ф  | Драконы навсегда                        | 飛龍猛將                                    | Джеки Лун Ёкхонь                                                                         |
| 1988 | ф  | Полицейская история 2                   | 警察故事續集                                | инспектор Чань Какхёй                                                                    |
| 1989 | ф  | Крёстный отец из Гонконга               | 奇蹟                                        | Куок Чаньва                                                                              |
| 1990 | ф  | Остров огня                             | 火燒島                                      | Да Чуй                                                                                   |
| 1991 | ф  | Доспехи Бога 2: Операция Кондор         | 飛鷹計劃                                    | Джеки Кондор «Азиатский ястреб»                                                          |
| 1992 | ф  | Парень из Тибета                        | 西藏小子                                    | пассажир в аэропорту                                                                     |
| 1992 | ф  | Близнецы-драконы                        | 雙龍會                                      | Ма Яу / Вань Мин                                                                         |
| 1992 | ф  | Полицейская история 3: Суперполицейский | 警察故事III超級警察                         | инспектор Чань Какхёй                                                                    |
| 1993 | ф  | Городской охотник                       | 城市獵人                                    | Рио Саэба «Городской охотник»                                                            |
| 1993 | ф  | Криминальная история                    | 重案組                                      | инспектор Эдди Чань Понпань                                                              |
| 1993 | ф  | Суперполицейский 2                      | 超級計劃                                    | Чань Какхёй                                                                              |
| 1994 | ф  | Пьяный мастер 2                         | 醉拳II                                      | Вон Фэйхун                                                                               |
| 1995 | ф  | Разборка в Бронксе                      | Rumble In The Bronx / 紅番區                | Кхён                                                                                     |
| 1995 | ф  | Громобой                                | 霹靂火                                      | Чхань Фоим                                                                               |
| 1996 | ф  | Первый удар                             | 警察故事4之簡單任務                         | инспектор Чань Какхёй                                                                    |
| 1996 | ф  | Мистер Крутой                           | 一個好人                                    | Джеки                                                                                    |
| 1997 | ф  | Гори, Голливуд, гори                    | An Alan Smithee Film Burn Hollywood Burn    | в роли самого себя                                                                       |
| 1998 | ф  | Кто я?                                  | 我是誰                                      | Кто я? / Ли                                                                              |
| 1998 | ф  | Час пик                                 | Rush Hour                                   | инспектор Ли                                                                             |
| 1998 | мф | Мулан                                   | Mulan                                       | капитан Ли Шанг                                                                          |
| 1999 | ф  | Великолепный                            | 玻璃樽                                      | Чань Чиын                                                                                |
| 1999 | ф  | Король комедии                          | 喜劇之王                                    |                                                                                          |
| 1999 | ф  | Полиция будущего                        | 特警新人類                                  | рыбак                                                                                    |
| 2000 | ф  | Шанхайский полдень                      | Shanghai Noon                               | Чон Вонг                                                                                 |
| 2001 | ф  | Случайный шпион                         | 特務迷城                                    | Бак Йен                                                                                  |
| 2001 | ф  | Час пик 2                               | Rush Hour 2                                 | инспектор Ли                                                                             |
| 2002 | ф  | Смокинг                                 | The Tuxedo                                  | Джимми Тонг                                                                              |
| 2003 | ф  | Шанхайские рыцари                       | Shanghai Knights                            | Чон Вонг                                                                                 |
| 2003 | ф  | Медальон                                | The Medallion                               | Эдди Янг                                                                                 |
| 2003 | ф  | Близнецы                                | 千機變                                      | Джеки, водитель скорой помощи                                                            |
| 2004 | ф  | Операция «Феникс»                       | 大佬愛美麗                                  | мистер Чан                                                                               |
| 2004 | ф  | Вокруг света за 80 дней                 | Around the World in 80 Days                 | Паспарту/Лау Шинь                                                                        |
| 2004 | ф  | Хроники Хуаду: Лезвие розы              | 千機變 II – 花都大戰                        | Повелитель доспехов                                                                      |
| 2004 | ф  | Новая полицейская история               | 新警察故事                                  | Чан Гвоквин                                                                              |
| 2005 | ф  | Миф                                     | 神話                                        | генерал Мэн И                                                                            |
| 2006 | ф  | Роб-Би-Гуд                              | 寶貝計劃                                    | «Плеть»                                                                                  |
| 2007 | ф  | Час пик 3                               | Rush Hour 3                                 | старший инспектор Ли                                                                     |
| 2008 | ф  | Запретное царство                       | The Forbidden Kingdom                       | Даос Лу Янь/Ху, владелец ломбарда с дисками                                              |
| 2008 | мф | Кунг-фу панда                           | Kung Fu Panda                               | Мастер Обезьяна                                                                          |
| 2009 | ф  | Инцидент в Синдзюку                     | 新宿事件                                    | «Железный Чжао»                                                                          |
| 2009 | ф  | В поисках Джеки                         | 尋找成龍                                    | (играет самого себя)                                                                     |
| 2009 | ф  | Великое дело основания государства      | 建国大业                                    | корреспондент, берущий интервью у Ли Цзишэна                                             |
| 2010 | ф  | Шпион по соседству                      | The Spy Next Door                           | Боб Хо                                                                                   |
| 2010 | ф  | Большой солдат                          | 大兵小將                                    | Большой солдат                                                                           |
| 2010 | ф  | Каратэ-пацан                            | The Karate Kid                              | мистер Хан                                                                               |
| 2010 | мф | Легенда о Силкбое                       | 世博冠軍湖絲仔                              | Сюй Жунцунь                                                                              |
| 2011 | ф  | Шаолинь                                 | 新少林寺                                    | У Дао                                                                                    |
| 2011 | ф  | Падение последней империи               | 辛亥革命                                    | Хуан Син                                                                                 |
| 2011 | мф | Кунг-фу панда 2                         | Kung Fu Panda 2                             | Мастер Обезьяна                                                                          |
| 2012 | ф  | Доспехи Бога 3: Миссия Зодиак           | 十二生肖                                    | Джей Си «Ястреб»                                                                         |
| 2013 | ф  | Личный портной                          | 私人订制                                    | камео                                                                                    |
| 2013 | ф  | Полицейская история 2013                | 警察故事2013                                | Чжуан Чжоу                                                                               |
| 2014 | ф  | Когда гаснет свет                       | 救火英雄                                    | камео                                                                                    |
| 2015 | ф  | Меч дракона                             | 天将雄狮                                    | военачальник Хо Ан                                                                       |
| 2015 | мф | Король обезьян (мультфильм)             | 西游记之大圣归来                            | Сунь Укун, Король обезьян                                                                |
| 2016 | мф | Кунг-фу панда 3                         | Kung Fu Panda 3                             | Мастер Обезьяна                                                                          |
| 2016 | ф  | Отпетые напарники                       | Skiptrace                                   | Бенни Блэк                                                                               |
| 2016 | мф | Мастер: Лего Ниндзяго                   | The Master: A Lego Ninjago Short            | Сэнсэй Ву                                                                                |
| 2016 | ф  | Железнодорожные тигры                   | 铁道飞虎                                    | Ма Юань                                                                                  |
| 2017 | ф  | Доспехи бога: В поисках сокровищ        | Kung-Fu Yoga                                | Джек                                                                                     |
| 2017 | мф | Реальная белка 2                        | The Nut Job 2: Nutty by Nature              | мистер Фенг                                                                              |
| 2017 | мф | Лего Фильм: Ниндзяго                    | The Lego Ninjago Movie                      | мистер Лиу / Сэнсэй Ву                                                                   |
| 2017 | ф  | Иностранец                              | The Foreigner                               | Кван                                                                                     |
| 2017 | ф  | Кровоточащая сталь                      | 機器之血                                    | Линь Дун                                                                                 |
| 2017 | ф  | Волшебный магазин                       | Namiya                                      | Намия                                                                                    |
| 2019 | ф  | Рыцарь теней: Между инь и ян            | 神探蒲松龄之兰若仙踪                        | Пу Сунлин                                                                                |
| 2019 | ф  | Тайна Печати дракона                    | 龙牌之谜/Тайна Печати дракона               | Мастер                                                                                   |
| 2019 | ф  | Восхождение / Альпинисты                | 攀登者                                      | Ян Гуан (в старости)                                                                     |
| 2020 | ф  | Авангард: Арктические волки             | 急先锋                                      | Тан Хуаньтин                                                                             |
| 2021 | мф | Волшебный дракон                        | Wish Dragon                                 | Лонг (китайская версия)                                                                  |
| 2023 | ф  | Кунг-фу жеребец                         | Long ma jing chen                           | Ло Чжилун                                                                                |
| 2023 | ф  | Круче некуда                            | Hidden Strike                               | Ло Фэн                                                                                   |
| 2023 | мф | Черепашки-ниндзя: Погром мутантов       | Teenage Mutant Ninja Turtles: Mutant Mayhem | Сплинтер                                                                                 |
| 2024 | ф  | Миф 2 — Легенда                         | The Legend                                  | Meng Yi                                                                                  |
| 2024 | ф  | Операция «Панда»                        | Оригинальное название неизвестно            |                                                                                          |
| 2025 | ф  | Каратэ-пацан: Легенды                   | Karate Kid                                  | мистер Хан                                                                               |

### За кадром
| Год  |   | Русское название                        | Оригинальное название         | Роль                                                                                              |
| ---- | - | --------------------------------------- | ----------------------------- | ------------------------------------------------------------------------------------------------- |
| 1973 | ф | Разборка в Гонконге                     | 女警察                        | постановщик боевых сцен                                                                           |
| 1973 | ф | Маленький тигр из Квантунга             | 廣東小老虎                    | постановщик боевых сцен                                                                           |
| 1973 | ф | Геркулес востока                        | 碼頭大決鬥                    | постановщик боевых сцен                                                                           |
| 1973 | ф | Супермен против востока                 | 四王一后                      | постановщик боевых сцен                                                                           |
| 1974 | ф | Молодые драконы                         | 鐵漢柔情                      | постановщик боевых сцен                                                                           |
| 1976 | ф | Деревянные солдаты Шаолиня              | 少林木人巷                    | постановщик боевых сцен                                                                           |
| 1977 | ф | 36 безумных кулаков                     | 三十六迷形拳                  | постановщик боевых сцен                                                                           |
| 1977 | ф | Убить с интригой                        | 劍花煙雨江南                  | постановщик боевых сцен                                                                           |
| 1978 | ф | Искусство Шаолиня. Змея и журавль       | 蛇鶴八步                      | постановщик боевых сцен                                                                           |
| 1978 | ф | Великолепные телохранители              | 飛渡捲雲山                    | постановщик боевых сцен                                                                           |
| 1978 | ф | Бессмертные воины                       | 百戰保山河                    | постановщик боевых сцен                                                                           |
| 1978 | ф | Духовное кунг-фу                        | 拳精                          | постановщик боевых сцен                                                                           |
| 1979 | ф | Бесстрашная гиена                       | 笑拳怪招                      | режиссёр, сценарист, постановщик боевых сцен                                                      |
| 1979 | ф | Кулак дракона                           | 龍拳                          | постановщик боевых сцен                                                                           |
| 1980 | ф | Молодой мастер                          | 帥弟出馬                      | режиссёр, постановщик боевых сцен                                                                 |
| 1980 | ф | Немного кунг-фу                         | 一招半式闖江湖                | постановщик боевых сцен                                                                           |
| 1980 | ф | Танец смерти                            | 舞拳                          | постановщик боевых сцен                                                                           |
| 1980 | ф | Читающий по губам                       | 孖寶闖八關                    | продюсер                                                                                          |
| 1980 | ф | Большая драка                           | 殺手壕                        | постановщик боевых сцен                                                                           |
| 1981 | ф | Золотоискатели                          | 老鼠街                        | продюсер                                                                                          |
| 1982 | ф | Лорд дракон                             | 龍少爺                        | режиссёр, сценарист, постановщик боевых сцен                                                      |
| 1983 | ф | Проект «А»                              | A計劃                         | режиссёр, сценарист, постановщик боевых сцен                                                      |
| 1985 | ф | Полицейская история                     | 警察故事                      | режиссёр, сценарист, постановщик боевых сцен                                                      |
| 1986 | ф | Озорные парни                           | 扭計雜牌軍                    | продюсер                                                                                          |
| 1987 | ф | Доспехи бога                            | 龍兄虎弟                      | режиссёр                                                                                          |
| 1987 | ф | Эта феерическая ночь                    | 良青花奔月                    | продюсер                                                                                          |
| 1987 | ф | Проект «А» 2                            | A計劃續集                     | режиссёр, сценарист, постановщик боевых сцен                                                      |
| 1988 | ф | Румяна                                  | 胭脂扣                        | продюсер                                                                                          |
| 1988 | ф | Драконы навсегда                        | 飛龍猛將                      | продюсер                                                                                          |
| 1988 | ф | Инспекторы в юбках                      | 霸王花                        | продюсер                                                                                          |
| 1989 | ф | Инспекторы в юбках 2                    | 神勇飛虎霸王花                | продюсер                                                                                          |
| 1989 | ф | Крёстный отец из Гонконга               | 奇蹟                          | режиссёр, сценарист, постановщик боевых сцен                                                      |
| 1989 | ф | Прошу прощения                          | 說謊的女人                    | презентёр                                                                                         |
| 1990 | ф | Братья вне закона                       | 最佳賊拍檔                    | постановщик боевых сцен                                                                           |
| 1990 | ф | Джонни с подмостков                     | 舞台姊妹                      | продюсер                                                                                          |
| 1990 | ф | Происшествие в Кеннеди-Таун             | 西環的故事                    | продюсер                                                                                          |
| 1991 | ф | Доспехи бога 2: Операция «Кондор»       | 飛鷹計劃                      | режиссёр, сценарист, продюсер, постановщик боевых сцен                                            |
| 1991 | ф | Грозный бродяга                         | 火爆浪子                      | продюсер                                                                                          |
| 1992 | ф | Близнецы-драконы                        | 雙龍會                        | постановщик боевых сцен                                                                           |
| 1992 | ф | Авансцена                               | 阮玲玉                        | презентёр                                                                                         |
| 1992 | ф | Перестрелка                             | 危險情人                      | продюсер                                                                                          |
| 1992 | ф | Полицейская история 3: Суперполицейский | 警察故事III超級警察           | презентёр                                                                                         |
| 1995 | ф | Разборка в Бронксе                      | Rumble In The Bronx           | постановщик боевых сцен                                                                           |
| 1995 | ф | Громобой                                | 霹靂火                        | постановщик боевых сцен                                                                           |
| 1996 | ф | Первый удар                             | 警察故事4之簡單任務           | постановщик боевых сцен                                                                           |
| 1998 | ф | Кто я?                                  | 我是誰                        | режиссёр, сценарист, постановщик боевых сцен                                                      |
| 1998 | ф | Жаркая война                            | 幻影特攻                      | продюсер                                                                                          |
| 1999 | ф | Великолепный                            | 玻璃樽                        | продюсер, сценарист, постановщик боевых сцен                                                      |
| 1999 | ф | Полиция будущего                        | 特警新人類                    | презентёр                                                                                         |
| 1999 | ф | Пылкое сердце                           | 心動                          | презентёр                                                                                         |
| 2001 | ф | Случайный шпион                         | 特務迷城                      | продюсер                                                                                          |
| 2003 | ф | Медальон                                | The Medallion                 | презентёр                                                                                         |
| 2004 | ф | Рисовая рапсодия                        | 精武家庭                      | презентёр                                                                                         |
| 2004 | ф | Операция «Феникс»                       | 大佬愛美麗                    | презентёр                                                                                         |
| 2004 | ф | Новая полицейская история               | 新警察故事                    | постановщик боевых сцен, презентёр                                                                |
| 2005 | ф | Дом ярости                              | 精武家庭                      | презентёр                                                                                         |
| 2005 | ф | Миф                                     | 神話                          | постановщик боевых сцен, презентёр                                                                |
| 2005 | ф | Бесконечная печаль                      | 長恨歌                        | продюсер                                                                                          |
| 2006 | ф | Роб-Би-Гуд                              | 寶貝計劃                      | продюсер, сценарист, постановщик боевых сцен, презентёр                                           |
| 2007 | ф | Воздушный дневник                       | 飛行日志                      | продюсер                                                                                          |
| 2008 | ф | Беги, папа, беги                        | 一個好爸爸                    | презентёр                                                                                         |
| 2008 | ф | Ушу                                     | 武術                          | продюсер, презентёр                                                                               |
| 2009 | ф | Инцидент в Синдзюку                     | 新宿事件                      | презентёр                                                                                         |
| 2010 | ф | Большой солдат                          | 大兵小將                      | сценарист, продюсер, постановщик боевых сцен, презентёр                                           |
| 2011 | ф | Падение последней империи               | 辛亥革命                      | режиссёр                                                                                          |
| 2011 | ф | Легендарные амазонки                    | 楊門女將                      | продюсер                                                                                          |
| 2012 | ф | Доспехи Бога 3: Миссия Зодиак           | 十二生肖                      | режиссёр, сценарист, продюсер, постановщик боевых сцен, художник, оператор, осветитель, презентёр |
| 2015 | ф | Кто я 2015                              | 我是谁2015                    | продюсер                                                                                          |
| 2016 | ф | Отпетые напарники                       | 絕地逃亡                      | продюсер                                                                                          |
| 2017 | ф | Доспехи бога: В поисках сокровищ        | 功夫瑜伽                      | постановщик боевых сцен                                                                           |
| 2017 | ф | Иностранец                              | The Foreigner                 | продюсер                                                                                          |
| 2017 | ф | Кровоточащая сталь                      | 機器之血                      | продюсер                                                                                          |
| 2019 | ф | Тайна печати дракона                    | 龙牌之谜/Тайна печати дракона | продюсер                                                                                          |

## Неподтверждённые будущие фильмы
| Рабочее название                                                                     | Источники                                            | Информация об источнике | Примечание |
| ------------------------------------------------------------------------------------ | ---------------------------------------------------- | --- | --- |
| Shanghai Dawn (рус. Шанхайский рассвет)                                              |                                                      | | Джеки Чан вместе с Оуэном Уилсоном снимут сиквел для фильмов «Шанхайский полдень» и «Шанхайские рыцари». |
| Rush Hour 4 (рус. Час пик 4)                                                         |                                                      | | Продюсер и директор Роджер Бирнбаум и Бретт Ратнер. Часть фильма будет сниматься в России. |
| J & J Project 2                                                                      | SFGate.com Movies Online                             | | Джеки Чан упоминает о неофициальном соглашении с Джетом Ли, чтобы сделать ещё один фильм вместе. Он сказал: «Это Голливуд, так что если это хит, всегда есть продолжение. Возвращаясь к „Запретному царству“, я скажу вам кое-что. Сразу после того, как мы закончили фильм, я сказал Джету: Мы должны сделать ещё один фильм вместе, но на этот раз мы должны сделать семейное кино. Голливудскую ленту мы должны сделать по-гонконгски. Больше действий, больше комедии, больше всего. И он сказал: „Да!“» Этот будущий проект не является продолжением фильма «Запретное царство», а чем-то совершенно новым. |
| The Forbidden Kingdom sequel                                                         | Movies Online                                        | В интервью после премьеры фильма «Запретное царство». | |
| Project A Part III (рус. Проект «А» 3)                                               | 163.com                                              | 2006 год | |
| Nair-San (рус. Наир-Сан)                                                             | IndiaGlitz                                           | Статья 2008 года о том, что английский сценарий завершён и киносъемки должны были начаться в середине августа.                                                         | Индо-японский проект с индийским актёром по имени Моханлал. |
| название неизвестно (возможно Jackie Chan My Story 2(рус. Джеки Чан: Моя история 2)) | I Am Jackie Chan: My Life in Action Jackie Chan Kids | Фильм об отце Джеки Чана. Чан в этой статье упоминает, что он завершил сценарий в 2002 году.                                                                           | Возможно, это документальный фильм «Джеки Чан и его пропавшая семья» (смотри Документальные). |
| I am Jackie Chan: The Musical (рус. Я — Джеки Чан: Мюзикл)                           | Cine Asia                                            | Новостная статья 19 января 2010 года | Джеки Чан сказал: «Я собираюсь сделать фильм „Я — Джеки Чан: Мюзикл“. В интересной форме я буду рассказывать о том, как я попал в кинобизнес и как я к нему пришёл из классической музыки». |
| Flying Duck' (рус. Полет утки)                                                       | IMDb                                                 | | |
| Drunken Master 1945 (рус. Пьяный мастер 1945)                                        | Hollywood Reporter                                   | В Каннах в 2010 году представители Джеки Чана объявили о создании 8 фильмов и двух ТВ-шоу, которые будут продюсироваться JCE Movies Limited и другими компаниями Чана. | Алан Мак объявил, что в качестве режиссёра и в главных ролях будет Джеки Чан. Вместо того, чтобы снять продолжение фильмов «Пьяный мастер» и «Пьяный мастер-2», новый фильм должен быть о захвате знаменитого мастера в плен. |
| The Break-Up Artist                                                                  | Hollywood Reporter                                   | В Каннах в 2010 году представители Джеки Чана объявили о создании 8 фильмов и двух ТВ-шоу, которые будут продюсироваться JCE Movies Limited и другими компаниями Чана. | Джеки Чан в качестве продюсера. Несмотря на то, что режиссёром выступает также Стив Ву, этот фильм не является ремейком одноимённого фильма 2009 года «Инсценированный разрыв» (англ. The Break-Up Artist). |
| Letter With No Return (рус. Письмо без возврата)                                     | Hollywood Reporter                                   | В Каннах в 2010 году представители Джеки Чана объявили о создании 8 фильмов и двух ТВ-шоу, которые будут продюсироваться JCE Movies Limited и другими компаниями Чана. | Джеки Чан в качестве продюсера, Стив Ву — в качестве режиссёра. Начало съёмок должно было быть в октябре 2010 года, бюджет — 2 миллиона долларов США. |
| Magic Master (рус. Магический мастер)                                                | Hollywood Reporter                                   | В Каннах в 2010 году представители Джеки Чана объявили о создании 8 фильмов и двух ТВ-шоу, которые будут продюсироваться JCE Movies Limited и другими компаниями Чана. | Приключенческий фильм о кинозвезде Гэ Ю. Джеки Чан в качестве продюсера, режиссёр не назначен, начало съёмок было запланировано на февраль 2011 года. |
| Cambodia Landmine                                                                    | Hollywood Reporter                                   | В Каннах в 2010 году представители Джеки Чана объявили о создании 8 фильмов и двух ТВ-шоу, которые будут продюсироваться JCE Movies Limited и другими компаниями Чана. | Комедийный боевик. Режиссёр Динг Шенг, в главной роли Джеки Чан. Производство планировалось начать в Камбодже в феврале 2012 года, бюджет — 25 миллионов долларов США. |
| Tiger Mountain (рус. Тигр Маунтин)                                                   | Hollywood Reporter                                   | В Каннах в 2010 году представители Джеки Чана объявили о создании 8 фильмов и двух ТВ-шоу, которые будут продюсироваться JCE Movies Limited и другими компаниями Чана. | Драма на мандаринском языке. Режиссёр Сиу Минг Цуй, в главной роли Джеки Чан. Бюджет — 50 миллионов долларов США. Производство должно было начаться в октябре 2012 года. Фильм должен был быть в 3D. |
| Manhattan (рус. Манхеттен)                                                           | Hollywood Reporter                                   | В Каннах в 2010 году представители Джеки Чана объявили о создании 8 фильмов и двух ТВ-шоу, которые будут продюсироваться JCE Movies Limited и другими компаниями Чана. | Приключенческий боевик. Режиссёр и в главной роли Джеки Чан. Бюджет — 50 миллионов долларов США. Фильм планировалось снять в Китае и США, а его выпуск был запланирован на январь 2013 года. |

## Отменённые фильмы
| Год    | Рабочее название               | Предполагаемый сюжет | Примечание |
| ------ | ------------------------------ | --- | --- |
| 1990-е | Firemen (рус. Пожарные)        | Джеки Чан упоминает в своей книге «Я — Джеки Чан», что хотел бы сделать фильм, в котором он сыграл бы пожарного, использующего свои акробатические навыки, чтобы избежать огня в горящих зданиях. | |
| 1996   | The Bee (рус. Пчела)           | Персонаж Чана должен был пытаться поймать разумную пчелу. | Чан предложил этот фильм после успеха фильма «Разборка в Бронксе» в США, но решил, что не хотел бы появиться в фильме, где он был бы изображён глупее насекомого. |
| 2000   | The Bellboy (рус. Посыльный)   | Ходили слухи, что Чан будет сниматься в ремейке фильма Джерри Льюиса 1961 года «Посыльный». | |
| 2001   | Nosebleed (рус. Тысячелистник) | Персонаж Чана работает мойщиком окон во Всемирном торговом центре, когда узнаёт, что террористы хотят уничтожить статую Свободы.                                                                  | Утверждается, что съёмка должна была начаться 11 сентября и что Джеки Чан должен был находиться в ВТЦ, но сценарист не успел закончить сценарий, и, в конечном итоге, фильм был отменён. Хотя сценарий действительно существует (написан в 1999 году), история, вероятно, была ложной или представлена для драматического эффекта. |
| 2001   | Soulcalibur                    | Саммо Хун хотел снять адаптацию серии игр Soul с Джеки Чаном в главных ролях. Тем не менее, идея была пересмотрена и киносъёмки не начались.                                                      | Компания Anthem Pictures приобрела права на Soulcalibur в 2006 году. |

## Документальные
| год  | Название                                         | Оригинальное название                              | Примечание                                                            |
| ---- | ------------------------------------------------ | -------------------------------------------------- | --------------------------------------------------------------------- |
| 1990 | Лучшие в искусстве борьбы                        | 金裝武術電影大全                                   |                                                                       |
| 1996 | Биография. Джеки Чан: Из каскадера в Суперзвезду | Biography. Jackie Chan: From Stuntman to Superstar | 8 октября 1996 года на канале A&E Network                             |
| 1998 | Джеки Чан: Моя жизнь                             | 成龍的傳奇                                         |                                                                       |
| 1999 | Джеки Чан: Мои трюки                             | 成龍：我的特技                                     |                                                                       |
| 2001 | Путешествие по Гонконгу с Джеки Чаном            | Jackie Chan’s Hong Kong Tour                       |                                                                       |
| 2002 | Искусство боя                                    | The Art of Action: Martial Arts in Motion Picture  |                                                                       |
| 2003 | Кинематограф Гонконга                            | Cinema Hong Kong: Kung Fu                          |                                                                       |
| 2003 | Джеки Чан и его пропавшая семья                  | 龍的深處：失落的拼圖                               |                                                                       |
| 2006 | Небесные короли                                  | 四大天王                                           | Художественный псевдодокументальный фильм.                            |
| 2008 | Прикосновение к Пекину                           | A Touch of Beijing                                 | Документальный фильм о Пекине во время летних Олимпийских играх 2008. |
| 2008 | Мегагорода: Гонконг                              | Mega Cities: Hong Kong                             | 20 июня 2008 года на канале National Geographic Channel               |

## Работа на телевидении
| год       | Название                            | Оригинальное название                    | Канал, страна              | Роль                      | Э             | Дата эфира / Примечание |
| --------- | ----------------------------------- | ---------------------------------------- | -------------------------- | ------------------------- | ------------- | --- |
| 1992-1996 | Мартин                              | Martin                                   | FOX · США                  | приглашенная звезда       | 2             | 19 декабря 1996 (эпизод «Скрудж») |
| 1996      | 68-я церемония «Оскар»              | 68th Academy Awards                      | США                        | ведущий                   |               | 25 марта 1996 |
| 1996      | SMAP×SMAP                           | SMAP×SMAP                                | Fuji TV · Япония           | гость                     | 1             | 21 октября 1996 |
| 1996-1998 | Шоу Рози О`Доннелл                  | The Rosie O’Donnell Show                 | США                        | интервьюируемый           | 2             | 22 июля 1996 17 сентября 1998 |
| 1997      | Просмотр фильма                     | Moviewatch                               | Channel 4 · Великобритания | интервьюируемый           | 1             | 23 сентября 1997 (1 эпизод 6 сезона)                                                                                                  |
| 1997-2007 |                                     | Late Show with David Letterman           | CBS · США                  | интервьюируемый           | 3             | 8 января 1997 15 июля 1997 2 августа 2007                                                                                             |
| 1999-2007 | Поздняя ночь с Конаном О`Брайэном   | Late Night with Conan O’Brien            | NBC · США                  | интервьюируемый           | 4             | 2 апреля 1999 5 октября 2000 25 сентября 2002 3 августа 2007                                                                          |
| 2000      | Субботним вечером в прямом эфире    | Saturday Night Live                      | NBC · США                  | гость                     | 1             | 20 мая 2000 (20 эпизод 25 сезона) |
| 2000      |                                     | International Indian Film Academy Awards | Индия                      | ведущий                   |               | 24 июня 2000 |
| 2000      |                                     | 20 Heures le Journal                     | France 2 · Франция         | интервьюируемый           | 1             | 7 августа 2000 |
| 2000      | Харальд Шмидт Шоу                   | Die Harald Schmidt Show                  | Sat.1 · Германия           | интервьюируемый           | 1             | 12 октября 2000 |
| 2000-2005 | Приключения Джеки Чана              | Jackie Chan Adventures                   | Kids' WB · США             |                           | 95            | Чан появляется в роли самого себя в прямом действии. Мультипликационную версию озвучивает Джеймс Си.                                  |
| 2001      | MTV Movie Awards 2001               | MTV Movie Awards 2001                    | MTV · США                  | ведущий                   |               | 2 июня 2001 |
| 2001      |                                     | The Priory                               | Channel 4 · Великобритания | интервьюируемый           | 1             | 10 июля 2001 |
| 2001      | Большой завтрак                     | The Big Breakfast                        | Channel 4 · Великобритания | интервьюируемый           | 1             | 2 августа 2001 |
| 2001-2004 | Ночное шоу с Джейем Лено            | The Tonight Show with Jay Leno           | NBC · США                  | интервьюируемый           | 3             | 26 июля 2001 15 августа 2003 11 июня 2004                                                                                             |
| 2002      |                                     | Rank                                     | E! · США                   | интервьюируемый           | 1             | 24 апреля 2002 (эпизод «25 Toughest Stars»)                                                                                           |
| 2002      |                                     | 2002 ABC World Stunt Awards              | ABC · США                  | ведущий                   | 1             | 19 мая 2002 |
| 2002      | Безумное телевидение                | MADtv                                    | США                        | приглашенная звезда       | 1             | 28 сентября 2002 (3 эпизод 8 сезона)                                                                                                  |
| 2002-2008 | HBO: Первый взгляд                  | HBO: First Look                          | HBO · США                  | интервьюируемый           | 3             | «Смокинг» — 30 сентября 2002 «Час пик 3» — 31 июля 2007 «Кунг-фу панда» — 24 мая 2008                                                 |
| 2003      |                                     | Player$                                  | G4 · США                   |                           | 1             | 2003 (13 эпизод 2 сезона: «Медальон»)                                                                                                 |
| 2003      |                                     | The 100 Greatest Movie Stars             | Channel 4 · Великобритания | заявленный участник       | 1             | 4 мая 2003 |
| 2003      | Трюкачи                             | Трюкачи                                  | Россия                     | судья                     | все серии шоу | 2003 |
|           |                                     | Extra                                    | США                        | интервьюируемый           | 1             | 10 октября 2003 |
| 2004      |                                     | Film 2004                                | BBC One · Великобритания   | интервьюируемый           | 1             | 17 февраля 2004 |
| 2004      |                                     | Tinseltown TV                            |                            | интервьюируемый           | 1             | 28 февраля 2004 |
| 2004      |                                     | Richard & Judy                           | Channel 4 · Великобритания | интервьюируемый           | 1             | 21 июня 2004 |
| 2004      |                                     | The Mysti Show                           | BBC One · Великобритания   | приглашенная звезда       | 2             | 10 июля 2004 (13 эпизод 1 сезона) 17 июля 2004 (14 эпизод 1 сезона)                                                                   |
| 2004      |                                     | Wetten, dass..?                          | ZDF · Германия             | интервьюируемый, участник | 1             | 11 декабря 2004 |
| 2005      |                                     | Caiga Quien Caiga                        | Telecinco · Испания        | интервьюируемый           | 1             | 20 мая 2005 |
| 2005-2007 |                                     | TV total                                 | ProSieben · Германия       | интервьюируемый           | 2             | 10 октября 2005 11 января 2007 |
| 2006-2008 |                                     | Entertainment Tonight                    | CBS · США                  | интервьюируемый           | 6             | 25 октября 2006 31 июля 2007 9 августа 2007 10 августа 2007 24 марта 2008 23 мая 2008                                                 |
| 2007      | В прямом эфире с Риджесом и Кэти Ли | Live with Regis and Kelly                | США                        | интервьюируемый           | 1             | 3 августа 2007 |
| 2007      | Джимми Киммел в прямом эфире        | Jimmy Kimmel Live!                       | ABC · США                  | интервьюируемый           | 1             | 7 августа 2007 |
| 2008-2010 | Шоу Эллен ДеДженерес                | The Ellen DeGeneres Show                 | США                        | интервьюируемый           | 2             | 10 апреля 2008 8 января 2010 |
| 2008      |                                     | The Late Late Show with Craig Ferguson   | CBS · США                  | интервьюируемый           | 1             | 16 апреля 2008 |
| 2008      | Шоу Грэма Нортона                   | The Graham Norton Show                   | BBC Two · Великобритания   | интервьюируемый           | 1             | 22 мая 2008 (6 эпизод 3 сезона) |
| 2008      | Ученик                              | 龍的傳人                                 | BTV-1 · Китай              | ведущий, продюсер         |               | эпизод «Дракон учит других» |
| 2008      | Десять аватар (саундтрек)           | «Dasavathaaram» Soundtrack Release       | Sun TV · Индия             | специальный гость         | 1             | 14 сентября 2008 |
| 2009      |                                     | Tung Wah Charity Show                    | TVB · Гонконг              | гость                     | 1             | 12 декабря 2009 |
| 2010      | Поздняя ночь с Конаном О`Брайэном   | The Tonight Show with Conan O’Brien      | NBC · США                  | гость                     | 1             | 7 января 2010 |
| 2010      | Миф                                 | 神話                                     | CCTV-8 · Китай             | исполнительный продюсер   | 50            | 10 января 2010 |
| 2010      | В пятницу вечером с Джонатан Росс   | Friday Night with Jonathan Ross          | BBC One · Великобритания   | интервьюируемый           | 1             | 16 июля 2010 (25 эпизод 8 сезона) Джеки появился на последнем эпизоде шоу с Дэвидом Бекхэмом, Микки Рурком и Roxy Music.              |
| 2010      |                                     | The New Shaolin Temple                   | BTV-1 · Китай              |                           |               | |
| 2011      | Running Man                         | Running man                              | SBS Южная Корея            |                           |               | 11 декабря 2011 Эпизод 72 Участвовал в записи видео послания для участников шоу. Гости: Jung Yong Hwa (CN Blue), актриса Lee Min Jung |
| 2012      | Вечерний Ургант                     | Вечерний Ургант                          | Первый канал Россия        | приглашённая звезда       | 1             | 07 декабря 2012 |
| 2013      | Бегущий человек                     | Running man                              | SBS Южная Корея            | специальный гость         |               | 3 марта 2013 Эпизод 135 Гости: Choi Si Won (Super Junior), Jackie Chan                                                                |